# 罗兰多
罗兰多·佐治·皮利斯·達方斯卡（葡萄牙語：Rolando Jorge Pires da Fonseca；1985年8月31日—），简称罗兰多（葡萄牙語：Rolando），是一名已退役的葡萄牙足球运动员，最后效力于葡萄牙足球超级联赛球队布拉加。

## 俱乐部生涯
罗兰多在葡萄牙低级别球队坎普马约尔青年队接受职业足球训练，2003年转投葡萄牙足球超级联赛球队贝伦人。2004年夏季，他被提升进入球队一线队。8月28日，他在贝伦人3比0击败馬里迪莫第一次亮相葡超联赛，并在比赛中射进一球。
2008年4月15日，葡萄牙豪门波尔图证实罗兰多将在夏季转会期加盟，合同期为四年。 在罗兰多加盟球队的第一个赛季，他迅速取代埃曼努埃尔，成为球队的主力中后卫，和布鲁诺·阿尔维斯搭档，帮助球队赢得葡超联赛和葡萄牙杯的冠军。之后几个赛季，他一直占据球队主力位置，帮助球队波尔图获得2010/11赛季，2011/12赛季葡超联赛、2009/10赛季，2010/11赛季葡萄牙杯、2009年-2012年葡萄牙超级杯以及2010/11赛季欧洲联赛冠军。
2012/13赛季，罗兰多和波尔图关系破裂，被主帅佩雷拉打入冷宫。2013年1月30日，他以100万欧元的费用租借到意大利足球甲级联赛球队那不勒斯半个赛季，那不勒斯可在租借期满后以700万欧元将其买断。 但他并没有获得重用，赛季仅出场7次。2013年8月10日，他被租借到另一支意甲球队国际米兰一个赛季。
2015年罗兰多租借加盟安德莱赫特 ，半年后正式转会到法国足球甲级联赛球队马赛效力至今。

## 国家队生涯
虽然罗兰多出生在佛得角，但他14岁就移居到葡萄牙并在2006年获得葡萄牙国籍，之后迅速入选葡萄牙21岁以下国家足球队，2007年参加2007年歐洲U-21足球錦標賽。
2009年，罗兰多首次入选葡萄牙国家足球队。他是葡萄牙参加2010年世界杯足球赛的成员，但没有在此次赛事中出场。2012年，他入选2012年欧洲足球锦标赛的参赛名单。